# هانس كونراد يوليوس رايتر
هانس كونراد يوليوس رايتر (بالألمانية: Hans Reiter)‏ (و. 1881 – 1969 م) هو طبيب عسكري، وسياسي، وطبيب، وأستاذ جامعي من ألمانيا. كان عضوًا في الحزب النازي.
توفي في كاسل، عن عمر يناهز 88 عاماً.